# عقيلة آصفي
عقيلة آصفي مُعلمة أفغانية لاجئة ورائدة تعليم اللاجئات الأفغانيات. كرست حياتها لتعليم الفتيات اللاجئات في باكستان، وساعدت نحو ألف فتاة لإكمال تعليمهن الابتدائي. وحصلت عقيلة على جائزة نانسن للاجئين في سبتمبر 2015 بفضل مُساهماتها البارزة.

## تعليمها
أنهت عقيلة دراستها الثانوية والجامعية بجنوب قندهار الأفغانية، وكانت تُعد برنامجًا ودورات محو الأمية وتعليم الفتيات في كابول وقندهار، قبل أن تنطلق شرارة الحرب الأهلية في أفغانستان، في صراع على السلطة. لتُجبر على ترك بلدها وتستقر في مخيم كوت جندنا بباكستان، رفقة زوجها وولديها، الصغيرين.

## عملها وردة الفعل
ترى عقيلة أن التعليم هو أفضل طريق بالنسبة للاجئين للتكيف مع الظروف ولتحسين حياتهم، وعو الأمر الذي يُساعد بدوره على وقف انتشار الفكر المُتطرف في صفوف الجيل القادم. وبعد حصولها على جائزة نانسن، تحولت آصفي من لاجئة أفغانية عادية إلى مُعلمة معروفة في العالم. وقالت عقيلة إنها لم تتعود بعد على هذا التغير، إلا أن مسؤوليتها أصبحت أكبر.

### جائزة نانسن
كانت تُعرف باسم ميدالية نانسن، في مُحاكاة وتخليدًا لاسم المُستكشف النرويجي فريتيوف نانسين، المفوّض السامي الأول للاجئين في عصبة الأمم والحائز على جائزة نوبل للسلام في عام 1922. أطلقت جائزة نانسن للاجئين في عام 1954، لتُمنح سنويًا إلى فرد أو مُنظمة في خدمة اللاجئين. وتُعدّ أرفع وسام تقدّمه المفوضية السامية للأمم المتحدة لشؤون اللاجئين، على شكل ميدالية تذكارية وجائزة نقدية بقيمة 100 ألف دولار أمريكي تقدّمها حكومتا النرويج وسويسرا.